# Lista przewodniczących Zgromadzenia Narodowego Angoli

## Chronologiczna lista
| #                                             | Prezydent                                          | Portret | Kadencja             | Kadencja             | Partia polityczna | Partia polityczna |
| #                                             | Prezydent                                          | Portret | Od                   | Do                   | Partia polityczna | Partia polityczna |
| --------------------------------------------- | -------------------------------------------------- | ------- | -------------------- | -------------------- | ----------------- | ----------------- |
| Przewodniczący Ludowego Zgromadzenia Angoli   |                                                    |         |                      |                      |                   |                   |
| 1                                             | José Eduardo dos Santos (1942–2022)                |         | 9 listopada 1980     | 26 października 1992 |                   | MPLA              |
| Przewodniczący Zgromadzenia Narodowego Angoli |                                                    |         |                      |                      |                   |                   |
| 2                                             | Fernando José de França Dias Van-Dúnem (1934–2024) |         | 26 października 1992 | 3 czerwca 1996       |                   | MPLA              |
| 3                                             | Roberto Francisco de Almeida (ur. 1941)            |         | 3 czerwca 1996       | 30 września 2008     |                   | MPLA              |
| 4                                             | Fernando da Piedade Dias dos Santos (ur. 1952)     |         | 30 września 2008     | 9 lutego 2010        |                   | MPLA              |
| 5                                             | Paulo Kassoma (ur. 1951)                           |         | 9 lutego 2010        | 27 września 2012     |                   | MPLA              |
| (4)                                           | Fernando da Piedade Dias dos Santos (ur. 1952)     |         | 27 września 2012     | 16 września 2022     |                   | MPLA              |
| 6                                             | Carolina Cerqueira (ur. 1956)                      |         | 16 września 2022     | nadal                |                   | MPLA              |